# ليبس تيك توك
ليبس تيك توك هو اسم مستخدم لحسابات وسائل التواصل الاجتماعي اليمينية المتطرفة والمعادية للمثليين والتي تديره شايا رايشيك، وكيلة عقارات سابقة. تستخدم رايشيك الحسابات لإعادة نشر المحتوى الذي أنشأه أشخاص يساريون ومثليون ومزدوجو الميل الجنسي ومغايرو الهوية الجنسية على تيك توك، وعلى منصات التواصل الاجتماعي الأخرى، غالبًا مع تعليقات معادية أو ساخرة أو مهينة. تعمل هذه الحسابات على تعزيز خطاب الكراهية وكراهية المتحولين جنسياً، ونشر ادعاءات كاذبة، خاصة فيما يتعلق بالرعاية الطبية للأطفال المتحولين جنسياً. الحساب على تويتر، والمعروف أيضًا باسم @LibsofTikTok، لديه أكثر من 3.5 مليون متابع اعتبارًا من سبتمبر 2024 وأصبح مؤثرًا بين المحافظين الأمريكيين واليمين السياسي. تلقت حسابات ليبس تيك توك على وسائل التواصل الاجتماعي عدة عمليات تعليق مؤقتة وتعليق دائم من تيك توك.
أدت بعض منشورات ليبس تيك توك إلى مضايقات ضد المعلمين ومقدمي الخدمات الطبية ومستشفيات الأطفال والمكتبات وأماكن LGBT، والمرافق التعليمية، وقد تلقى العديد منها تهديدات بالقنابل بعد ظهورها في منشور. يصف مستخدمو تيك توك بانتظام الأشخاص المثليين جنسياً، وكذلك أولئك الذين يقدمون خدمات الصحة العقلية للشباب المثليين وتعليم الجنس المثلي للطلاب، بأنهم "متحرشون". "يهاجم أتباعه بشكل روتيني الأفراد الذين تتم مشاركة محتواهم"، وقد ربطت عشرات الحوادث من التهديدات والمضايقات عبر الإنترنت أو في الحياة الواقعية ضد مجموعة من الأهداف، بما في ذلك 21 تهديدًا بالقنابل، بتغريدات ليبس تيك توك، وخاصة تلك التي تختار فيها رايشيك أحداثًا أو مواقع أو أشخاصًا محددين.
أنشأت رايشيك حساب تويتر في نوفمبر 2020، وبعدها قامت بتغيير اسمه إلى @LibsofTikTok في أبريل 2021. وفي وقت لاحق من ذلك العام، بدأت الرواية تحظى باهتمام وسائل الإعلام، بما في ذلك من المعلقين المحافظين والمنافذ الإخبارية. ظلت رايشيك مجهولة الهوية حتى كشف هويتها مطور البرامج ترافيس براون والصحفية في صحيفة واشنطن بوست تايلور لورينز في أبريل 2022. في أغسطس 2022، حظي حساب ليبس تيك توك باهتمام إعلامي كبير بعد ادعائها بأن عمليات استئصال الرحم المؤكدة للجنس تجرى للقاصرات في مستشفى بوسطن للأطفال ومستشفى الأطفال الوطني. وقد أدى هذا إلى حملات مضايقة، بما في ذلك التهديدات بالقنابل، ضد المستشفيين.

## تاريخ الحساب

### البداية والمحتوى الأصلي (نوفمبر 2020–يونيو 2021)
في نوفمبر 2020، أنشأت رايتشيك حسابًا على تويتر بالاسم @shaya69830552، والذي قامت لاحقًا بتغييره إلى @shaya_ray. ووفقًا لموقع ذا ديلي دوت، "في أيامه الأولى، كان [الحساب] موجودًا في الأساس كحساب ردود يظهر بشكل متكرر في تعليقات شخصيات بارزة على إكس."
تحت هذه الأسماء السابقة، قللت رايتشيك من خطورة مرض فيروس كورونا 2019، وروجت لـ نظرية المؤامرة غير المثبتة بأن الانتخابات الرئاسية الأمريكية 2020 قد زورها دونالد ترامب، وقامت بنشر منشورات تظهر وجودها في اقتحام كابيتول الولايات المتحدة 2021. وانتقدت شرطة كابيتول أثناء دخول مبنى الكونغرس الأمريكي. غردت بأنها لم تدخل مبنى الكابيتول مثل "بعض الأشخاص المجانين"، ووصفت الاقتحام بأنه "سلمي إلى حد كبير"، وقارنت الهجوم لاحقًا بشكل إيجابي مع احتجاجات حياة السود مهمة. وبحلول أوائل عام 2021، كان لدى الحساب أقل من 1,000 متابع.
غيرت لاحقًا اسم الحساب إلى @cuomomustgo، مع التركيز على المطالبة باستقالة حاكم نيويورك آنذاك أندرو كومو بعد اتهامات التحرش الجنسي [الإنجليزية]. استخدمت رايتشيك أيضًا الحساب للدعوة إلى انتخابات سحب الثقة [الإنجليزية] ضد الحاكم غافن نيوسوم. وبحلول مارس 2021، تغير الاسم إلى @houseplantpotus، وهو حساب ساخر يغرد باسم نبتة منزلية في البيت الأبيض خلال رئاسة جو بايدن. وفي 19 أبريل 2021، اعتمدت رايتشيك الاسم @libsoftiktok، متعهدة بـ"مساعدتك على العثور على جرعتك اليومية من الإحراج".
في مايو ويونيو 2021، قبل وأثناء شهر الفخر [الإنجليزية]، بدأ حساب ليبس تيك توك بنشر تعليقات معاداة المثلية، بما في ذلك أول تغريدة تروّج لـ نظرية المؤامرة حول استدراج المثليين جنسيًا. تضمنت إعادة التغريدات الأولى للحساب مقاطع فيديو من قبل تقدمية حول أنتوني فاوتشي والتلقيح الطبي وصفتها بأنها محبطة. ربطت مجلة سلايت النجاح المبكر لليبس تيك توك باستخدامه "توسيم شخصيات بارزة من اليمين البديل واليمين المتطرف على تويتر بلا تردد، وهي استراتيجية لا يزال يستخدمها حتى اليوم".

### الاهتمام الإعلامي (أغسطس 2021–أبريل 2022)
بحلول أغسطس 2021، كان لدى الحساب حوالي 65,000 متابع. في أغسطس 2021، بدأ المذيع جو روغان بالترويج لحساب @LibsofTikTok في برنامجه تجربة جو روغان، مما أدى إلى زيادة كبيرة في عدد المتابعين. في نفس الشهر، قدم المحامي والحزب الجمهوري جرانت لالي طلب تسجيل علامة تجارية لحساب ليبس تيك توك كـ"خدمة مراسل إخباري".
روج للحساب دونالد ترامب الابن، والصحفي غلين غرينوالد، والمعلقين السياسيين تاكر كارلسون، جيسي واترز [الإنجليزية] ولورا انغرام؛ كما ظهر في نيويورك بوست، والفيدرالي، وThe Post Millennial، وشبكة فوكس نيوز، ووسائل إعلام يمينية أخرى؛ وأعاد تغريد منشوراته ميغان ماكين.
قبل الكشف عن هوية صاحبة الحساب، أجرت رايتشيك عدة مقابلات بشكل مجهول، وخلالها تفاخرَت بأن منشورات الحساب تسببت في فصل عدد من المعلمين. شجعت رايتشيك المتابعين على الانضمام إلى مجلس التعليم المحلي من أجل استبعاد المعلمين الذين يدرسون موضوعات تتعلق بالجنس والجنسانية. أخبرت رايتشيك صحيفة نيويورك بوست قائلة: "أنا لا أفعل هذا من أجل المال أو الشهرة"، و"أنا لست سياسية أو صحفية تحمل علامة زرقاء [الإنجليزية]".

### الكشف عن الهوية (أبريل 2022)
في أبريل 2022، بدأت تتضح تفاصيل حول هوية مسؤول حساب ليبس تيك توك. قامت رايتشيك بتسجيل نطاق LibsofTikTok.us في وقت سابق من أكتوبر 2021؛ ولا تسمح نطاقات .us بالتسجيل المجهول، مما يعني أن اسم رايتشيك الكامل ومعلومات أخرى كانت مدرجة علنًا في سجل هو إيز. أتاح ذلك للمطور البرمجي ترافيس براون الكشف عن أن رايتشيك هي منشئة الحساب في أوائل أبريل 2022.
في 19 أبريل 2022، نشرت صحيفة واشنطن بوست مقالًا للصحفية تايلور لورينز، كشفت فيه عن هوية رايتشيك بشكل أوسع، مشيرة إلى أنها تعمل في مجال العقارات في بروكلين وأنها كانت "بفخر" يهودية أرثوذكسية. استخرجت هذه التفاصيل من النسخ المبكرة لحساب ليبس تيك توك على تويتر. تضمنت النسخة الإلكترونية للمقال في البداية رابطًا لرخصة العقارات الخاصة برايتشيك، إلا أنه تمت إزالته لاحقًا.
أثار مقال لورينز جدلاً واسعًا، خصوصًا بين المحافظون الأمريكيون، حيث تعرضت لانتقادات بسبب أساليبها في إعداد التقرير، لتطرقها إلى هوية رايتشيك من الأساس، واتهامات بـمعاداة السامية (لذكرها ادعاء رايتشيك حول عقيدتها)، واتهامات بالنفاق (باعتبار أنها سبق وأن انتقدت التحرش عبر الإنترنت). اتهم بعض النقاد لورينز بـاستقاء معلومات شخصية عن رايتشيك، إلا أن لورينز ردت بأن معلومات رايتشيك كانت متاحة بالفعل للجمهور. ووقفت لورينز وصحيفة واشنطن بوست إلى جانب التقرير. كتب كاميرون بار، مدير التحرير في واشنطن بوست، في بيان أن الصحيفة "لم تنشر أو تربط بأي تفاصيل حول [حياة رايتشيك الشخصية]"، في حين أشارت رايتشيك إلى أن عنوان المنزل كان مدرجًا في رخصة العقارات التي كان المقال قد ربط بها في البداية. وصرحت لورينز أن منتقديها يحاولون "بث الشك وتشويه سمعة الصحافة".
اتهمت رايتشيك لورينز شخصيًا بـاستقاء معلومات شخصية وانتهاك حقها في حرية التعبير، إلا أنها تعهدت بأنها "لن يتم إسكاتها أبدًا". وفي الشهر التالي، غردت رايتشيك بأنها "تلقت حوالي اثني عشر تهديدًا بالقتل"، بما في ذلك تهديدات من أشخاص توعدوا بإلقاء قنبلة أنبوبية على منزلها. كما ذكرت لورينز أنها تعرضت لردود فعل شخصية عنيفة، مشيرة إلى أنه، كرد فعل على المقال، كشف عن "كل أفراد عائلتها"، وأن "المتصيدين [بعد ذلك] انتقلوا إلى الكشف عن معلومات وتتبع أي أصدقاء عشوائيين قمت بتعليمهم على إنستغرام".
حصل حساب "ليبس تيك توك" على 200,000 متابع إضافي في اليوم التالي لنشر قصة واشنطن بوست.
رتبت لورينز مقابلة بعد عامين من مقال واشنطن بوست، حيث جادلت رايتشيك ضد رعاية تأكيد النوع الاجتماعي وناقشت ما إذا كانت رايتشيك تعتبر نفسها شخصية عامة فيما يتعلق بالكشف عن هويتها.

## المحتوى
وُصف حساب "ليبس تيك توك" بأنه يميني، محافظ، يميني متطرف، ومتطرف. وصفت صحيفة ذا تايمز اللندنية الحساب بأنه "محرض على تويتر". يركز الحساب بشكل عام على إعادة نشر محتوى من حسابات التواصل الاجتماعي ذات التوجه اليساري، والذي يثير غضب متابعيه اليمينيين. تتعلق معظم مقاطع الفيديو المُعاد نشرها بمواضيع متعلقة بـمجتمع الميم.

### محتوى متعلق بعروض الدراغ
تدعي رايتشيك أن تعليم البالغين للأطفال عن الهويات المثلية يعتبر إساءة معاملة ويشكل استغلالاً للأطفال. غالبًا ما تستخدم "ليبس تيك توك" لتسليط الضوء على الأحداث المتعلقة بمجتمع الميم، سواء تلك التي تستهدف أو تشمل الشباب. في عدة مناسبات، تعرضت بعض هذه الأحداث للاستهداف من متطرفين يمينيين. زعمت رايتشيك أن كون الشخص له تفاوت أو حليفًا لمجتمع الميم [الإنجليزية] يعتبر "مرضًا عقليًا"، وتورطت بشكل متعمد في رهاب التحول الجنسي ضد المتحولين جنسياً.
في يونيو 2022، حُذفت بعض تغريدات "ليبس تيك توك" بعد نشر مواقع فعاليات تركز على عروض الدراغ في الولايات المتحدة، بما في ذلك فعالية واحدة على الأقل من Drag Queen Story Hour كانت موجهة للأطفال في سن ما قبل المدرسة. تعرضت تلك الفعالية، في سان لورينزو، كاليفورنيا، لاقتحام من مجموعة براود بويز، وهي جماعة يمين متطرف. كما استهدفت فعاليات فخرية في دالاس وكويور دي أليني من متطرفين يمينيين بعد أن نشر الحساب عنها؛ في فعالية كويور دي أليني، اعتقل 31 عضوًا من مجموعة الجبهة الوطنية قبل وصولهم إلى الموقع. في يونيو، صرح متحدث باسم مكتب عمدة مقاطعة ألاميدا [الإنجليزية] أن التحقيقات تشير إلى أن مواجهة براود بويز كانت نتيجة لمنشورات "ليبس تيك توك". وفي أغسطس، أفادت NPR بأنه "لم يتم إثبات أي رابط حاسم بين المنشورات وأنشطة الجماعات المتطرفة".
كما استهدفت مجموعة براود بويز أو هددت باستهداف أحداث أخرى نشرتها "ليبس تيك توك"، بما في ذلك فعالية "ساعة سعيدة" لعروض الدراغ في بار بمدينة ووودلاند, والتي وصفتها رايتشيك بأنها "تستضيفها مجموعة شبابية" ومفتوحة "لكل الأعمار"، وفعالية "غداء الدراغ" التي كانت مخططة لجمع التبرعات لمركز موارد محلي لمجتمع الميم في سانفورد, وفعالية "ساعة قصة ملكة الدراغ" التي كانت مخططة (ثم ألغيت) من قبل مدرسة ابتدائية في كولومبوس، أوهايو.
في نوفمبر، استهدف تهديد بقنبلة مجموعة طلابية من مجتمع الميم في جامعة ولاية داكوتا الجنوبية [الإنجليزية]، حيث كانت الشرطة الجامعية تحقق في الحادثة بعد أن نشرت "ليبس تيك توك" لقطات مزعومة لفعالية الدراج السنوية لذلك العام، والتي كانت مفتوحة لكل الأعمار. وذكرت المجموعة الطلابية والمُؤدي في مركز الفعالية أن الفيديو المنشور على "ليبس تيك توك" جمع بين مشاهد من فعالية ذلك العام وفعالية العام السابق، والتي كانت مخصصة لفئة عمرية محددة.
في مايو 2023، أبلغ عن أن مطلق النار المسؤول عن إطلاق نار ألين، تكساس 2023 قد خصص لـ "ليبس تيك توك" بيانًا طويلًا نشره على وسائل التواصل الاجتماعي يندد بـ "ساعة قصة ملكة الدراغ".

### محتوى متعلق بالرعاية المؤكدة للجنس

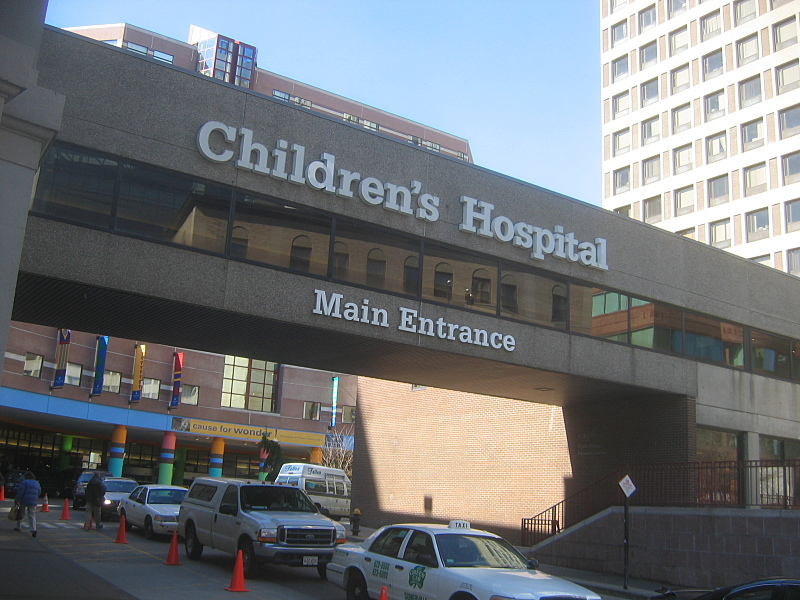
المدخل الرئيسي لمستشفى بوسطن للأطفال، الذي استُهدف من قبل "ليبس تيك توك" بادعاءات كاذبة بشأن الرعاية المؤكدة للجنس في المستشفى

تعارض رايتشيك الجراحة المؤكدة للجنس للأطفال، معتبرةً أنها إساءة للأطفال على نطاق واسع وأن "[أي طبيب يجري هذه العمليات الجراحية يجب أن تُسحب رخصته. مكانهم في السجن]".
في أغسطس 2022، زعمت رايتشيك على حسابات "ليبس تيك توك" على وسائل التواصل الاجتماعي أن مستشفى بوسطن للأطفال (BCH) ومستشفى الاطفال الوطني ‏ (CNH) يقدمان جراحة المؤكدة للجنس للقُصر. مع المحتوى المتعلق بمستشفى بوسطن للأطفال، أرفقت رايتشيك مقطع فيديو لمستشفى بوسطن للأطفال يظهر أحد أطباء أمراض النساء بالمستشفى يشرح الإجراء. خلصت USA Today، والإذاعة الوطنية العامة، وبوليتيفاكت.كوم إلى أن ادعاء مستشفى بوسطن للأطفال كان خاطئًا. أما محتوى مستشفى الأطفال الوطني فكان تسجيلًا صوتيًا مع مشغلين اثنين قالا إن الأولاد المتحولين جنسيًا بعمر 16 عامًا سيكونون مؤهلين لاستئصال الرحم في المستشفى. نفت مستشفى الأطفال الوطني تصريحات المشغلين وأشارت إلى أن "[لا أحد من الأشخاص الذين تم تسجيلهم سرًا من قبل هذه المجموعة الناشطة يقدمون رعاية لمرضانا]". وأعادت عدة منافذ إعلامية محافظة، بما في ذلك ذا دايلي كولر وThe Post Millennial، نشر إحدى القصتين أو كليهما.
كانت مواقع كلا المستشفيين تتضمن معلومات خاطئة بشأن الأهلية للجراحات التجميلية المؤكدة للجنس: حيث ذكر ملف متاح للعامة على موقع مستشفى بوسطن للأطفال أن المرضى المؤهلين لجراحة تصنيع المهبل يجب أن يكونوا "بين سن 17 و35 عامًا وقت الجراحة". وعند السؤال عن هذا المستند، أوضح المستشفى أنه حدثه لاحقًا ليعكس البروتوكول الذي قال إنه "كان دائمًا يلتزم به"—وهو أنه بينما تتاح الاستشارات للأفراد بعمر 17 عامًا، فإن الجراحة تقتصر على من هم فوق 18 عامًا. بينما ذكر موقع CNH أن استئصال الرحم يُقدَّم للمرضى "بين سن 0–21". لكن متحدثة باسم المستشفى صرحت قائلة: "نحن لا نقوم مطلقًا، ولم نقم مطلقًا، بإجراء عمليات استئصال الرحم المؤكدة للجنس لأي شخص دون سن 18 عامًا."
بعد منشورات حساب "ليبس تيك توك"، تعرض موظفو كل من المستشفيين للمضايقات، وتعرض كل من مستشفى بوسطن للأطفال ومستشفى الاطفال الوطني لتهديدات بوجود قنابل، على الرغم من أنه لم يكن واضحًا ما إذا كانت كل التهديدات مرتبطة بالمضايقات. وصفت إن بي سي نيوز حساب "ليبس تيك توك" بأنه "أحد المحركات الرئيسية لحملة المضايقات" ضد مستشفى بوسطن للأطفال. وقد تم إدانة التهديدات بالعنف على نطاق واسع، كما قامت السلطات على المستوى الولائي وعلى المستوى الاتحادي بإطلاق تحقيقات في التهديدات. وعند التواصل مع ذا واشنطن بوست، لم تجب رايشك عن سؤال حول ما إذا كانت تشعر بالمسؤولية عن التهديدات ضد المستشفيات، لكنها قالت: "نحن ندين تمامًا أي أعمال/تهديدات بالعنف". وفي تغريدة لاحقة، قالت رايشك إنها ستستمر في استدعاء المستشفيات، وفي أعقاب تغريدات مستشفى الأطفال الوطني، وبعد أن قامت شركة تويتر بتعليق حساب "ليبس تيك توك" مؤقتًا، قالت رايشك: "إن تعليق تويتر جعلني أدرك أكبر خطأ قمت به. لقد اتصلت بمستشفى واحد فقط، وكان يجب أن أتصل بالعشرات، لأنني أعدكم أن مستشفى تشيلدرنز ناشيونال ليس الوحيد. أعدكم أن أتعلم من خطئي وأكشف المزيد مما لا يريد أسياد التكنولوجيا الكبرى أن نعرفه. سأكون أفضل في المستقبل".
نشرت رايشك لاحقًا قصصًا حول مستشفى أكرون للأطفال ‏ ومركز مين الطبي التي تقدم الرعاية المؤكدة للجنس غير الجراحية، بما في ذلك حاصرات البلوغ، للقاصرين. كما نشرت رايشك عن عيادة للمراهقين في مستشفى جونز هوبكنز للأطفال ‏، مع التركيز على ممارستهم التي تطلب من الآباء الخروج من الغرفة لبضع دقائق لتوفير "مساحة آمنة" للمرضى الشباب. ردًا على الاهتمام الذي جلبته وسائل التواصل الاجتماعي، بما في ذلك التهديدات، قامت مستشفى أكرون للأطفال بإزالة قسم الرعاية المؤكدة للجنس من موقعها الإلكتروني مؤقتًا والمعلومات حول موظفيها والرعاية التي يقدمونها.
استهدفت الحسابات مستشفيات أخرى تقدم الرعاية المؤكدة للجنس، في بعض الحالات مع ادعاءات كاذبة، بما في ذلك مستشفى للأطفال في أوماها، نبراسكا، مستشفى UPMC للأطفال في بيتسبرغ ‏، ومستشفى فينيكس للأطفال ‏، مما أدى إلى تهديدات عبر الهاتف ومضايقات. بعد استهداف حساب "ليبس تيك توك" لمستشفيات معينة، واجهت منشآت طبية للأطفال أخرى مثل مستشفى لوري للأطفال في شيكاغو مضايقات وادعاءات كاذبة حول الرعاية التي تقدمها. في سبتمبر 2022، ردًا على منشورات "ليبس تيك توك"، زاد مستشفى لوري للأطفال من أمانه ونقل مجموعة دعم الشباب المتحولين جنسيًا من الاجتماعات الشخصية إلى الاجتماعات عبر الإنترنت.

### المحتوى المتعلق بالتدريس
أشار الحساب إلى أن المعلمين الذين يدعمون الطلاب المثليين يعتبرون من "أكثر" الفئات المستهدفة. وقد أفاد العديد من المعلمين المستهدفين بتعرضهم للمضايقات وتهديدات بالقتل. وفقًا لتقرير من وسائل الإعلام مهمة لأمريكا، وهي مجموعة مراقبة إعلامية تميل إلى اليسار، بين يناير وأبريل 2022، قام الحساب بتسمية أو وسم حوالي 222 مؤسسة تعليمية ومعلمًا. وفقًا لـيورونيوز، "بعض الأشخاص المستهدفين من حساب [Libs of TikTok] تلقوا مئات أو حتى آلاف التعليقات الكراهية".
في 16 نوفمبر 2021، وضع أستاذ مساعد في جامعة أولد دومينيون في إجازة إدارية بعد مقابلة نوقش فيها حجج الأستاذ بأن التحرش الجنسي بالأطفال يجب أن يتم التخلص من وصمه، ونشرت هذه المقابلة على حساب "ليبس تيك توك" وأصبحت رائجة. في 24 نوفمبر، استقال الأستاذ من منصبه.
وضعت معلمة في ولاية كاليفورنيا في إجازة إدارية بعد فيديو نشرته مزاحًا عن طلبها من طلابها عهد الولاء لعلم قوس قزح وأعيد نشره على حساب "ليبس تيك توك" في 27 أغسطس 2021. بعد هجوم حسابات محافظة ويمينية متطرفة عليها عبر وسائل التواصل الاجتماعي، قامت بحذف جميع حساباتها على وسائل التواصل الاجتماعي.
في أبريل 2022، أعادت رايتشيك نشر فيديو يدعم الطلاب المثليين من معلم لغة إنجليزية في الصف الثامن في أواسو؛ في الفيديو، قال المعلم: "إذا كان والديك لا يقبلونك كما أنت، اللعنة عليهم. أنا الآن والديك. أنا فخور بك. اشرب بعض الماء. أحبك". بعد أن اشتكى أولياء الأمور من الفيديو، استقال المعلم، ليخبر فيما بعد صحيفة واشنطن بوست أنه تلقى تهديدات بالقتل من متابعين لحساب "ليبس تيك توك". اتهم مرشح مجلس الشيوخ الجمهوري في ولاية أوكلاهوما جاكسون لحمير المعلم بأنه "مفترس". بعد ذلك، قام حساب "ليبس تيك توك" بنشر منشور يدعي، دون دليل، أن المعلم فصل "بعد شكاوى من التحضير للإيقاع". دافع بعض أولياء الأمور عن المعلم، قائلين إنه قدم "ملاذًا آمنًا" للطلاب المثليين.
في أكتوبر 2022، واجه مأوى الحيوانات في هنتسفيل ردود فعل عنيفة، بما في ذلك تهديدات بالقتل وتقييمات سلبية على جوجل، بعد أن قام حساب "ليبس تيك توك" بإعادة نشر فيديو من المأوى يظهر معلمًا في المدرسة المتوسطة وهو يقرأ مرتديًا زي التنكر النسائي. نشر الحساب أن المعلم قد أدلى بتلميحات جنسية غير لائقة ونكات أمام مجموعة من الأطفال. نتيجة لذلك، تم وضع المعلم في إجازة إدارية مدفوعة الأجر بشكل غير محدد من قبل مدارس هنتسفيل المدينة ‏ لإجراء التحقيق. دافع المعلم عن تعليقاته، مقارنًا إياها بالتلميحات في أفلام الأطفال. وقد دعم مأوى الحيوانات المعلم والحدث، مؤكدًا التزامه بالشمولية واللطف. كما تلقى المعلم تهديدات بالقتل.

#### المرافق التعليمية والتهديدات بالقنابل
تعرضت العديد من المنشآت التعليمية التي ذكرها الحساب في منشوراته لتهديدات بالقنابل بعدها. عندما اتصلت بها مجلة فايس، صرحت رايتشيك بأن "التهديدات لا علاقة لها بها أو بمتابعيها". وفقًا لتقرير من فايس في أكتوبر 2023، من أصل 42 منشأة عرضت في منشورات "ليبس تيك توك" التي قد اتصلنا بها، أفادت 11 مدرسة ومنطقة مدرسية بتلقيها تهديدات بالقنابل. على الرغم من أنه لم يتم تحديد علاقة مباشرة بين منشورات "ليبس تيك توك" والتهديدات، إلا أن بعض الأشخاص وجدوا أن طبيعة هذه التهديدات كانت غير معتادة.
في أغسطس 2023، تم تعديل ومشاركة فيديو من أمينة مكتبة في مدرسة إلين أوتشوا الابتدائية (التي هي جزء من مدارس يونيون العامة ‏ في تلسا) من "ليبس تيك توك" وإعادة نشره بواسطة رايان والترز ‏، المشرف على التعليم في ولاية أوكلاهوما. بعد نشر الفيديو، تلقت كل من مدرسة إلين أوتشوا الابتدائية ومنزل أمينة المكتبة العديد من تهديدات القنابل. وكانت التهديدات القنابل مرفقة برسائل إلى وسائل الإعلام تهدد بتفجير "كل المدارس في منطقة الاتحاد" ما لم توقف المدارس "دفع هذا الأجندة المستيقظة".
في أغسطس 2023، اتهم حساب "ليبس تيك توك" مدرسة ابتدائية في كاليفورنيا بأنها "عنصرية ضد البيض". في اليوم التالي، أرسلت تهديد بالقنبلة عبر البريد الإلكتروني إلى المدرسة وأخليت على أثرها؛ ووصفت الشرطة المحلية البريد الإلكتروني بأنه يحتوي على "دلالات عنصرية". في نفس الوقت تقريبًا، أصبح مكتبة في دافيس هدفًا لتهديدات بالقنابل بعد أن نشرت "ليبس تيك توك" تغريدة حول حدث في المكتبة الذي أدى إلى طلب مغادرة مجموعة من المتحدثين بسبب تصريحات معادية للرياضيين المتحولين جنسيًا. وفقًا للشرطة المحلية، كانت التهديدات محملة بخطاب كراهية من نوع ما.
في سبتمبر 2023، تلقت مدرسة في إلينوي ثلاثة تهديدات بالقنابل خلال أربعة أيام بعد أن نشرت "ليبس تيك توك" صورة لأحد فصولها الدراسية حيث كانت علم المثليين معلق. أخلي الطلاب من المدرسة مرتين، في يومين متتاليين، بعد تلقي التهديدات.
في فبراير 2024، أفادت شبكة NBC News عن 33 حالة تهديدات عنيفة ضد أفراد أو منظمات كانت قد نشرت "ليبس تيك توك" عنها منذ نوفمبر 2020، 20 منها كانت تهديدات بالقنابل. وأضاف التقرير قائلاً: "التوقيت يشير إلى أن منشورات "ليبس تيك توك" قد استخدمت لاختيار الأهداف". في ثلاث حالات على الأقل، أدت تلك التهديدات بالقنابل إلى توجيه تهم جنائية ضد ما لا يقل عن 9 أفراد.

## الملحوظات
1. ↑  منسوب إلى مصادر متعددة:[8][9][10][11][12][13]
2. ↑  منسوب إلى مصادر متعددة:[8][9][14][15][16]
3. ↑  منسوب إلى مصادر متعددة:[8][13][21][30][40][41]